# Primorsk (oblast de Léningrad)
Pour les articles homonymes, voir Primorsk.
Primorsk (en russe : Приморск, en finnois : Koivisto, en suédois : Björkö) est une ville de l'oblast de Léningrad, en Russie. Primorsk est le plus grand port russe de la mer Baltique par son trafic. Sa population s'élevait à 5 892 habitants en 2013.

## Géographie
Primorsk est situé sur l'isthme de Carélie, à 137 km à l'ouest de Saint-Pétersbourg, sur la côte septentrionale du golfe de Finlande. Sur le plan administratif, Primorsk fait partie du raïon de Vyborg.

## Histoire
L'existence de l'agglomération est attestée dans les chroniques russes sous l'appellation de Beriozovskoïe (« Village du bouleau ») en 1268, par une requête des marchands allemands du Gotland à la république de Novgorod demandant que la sécurité de l'accès à la Neva soit assurée.
Les Suédois annexèrent la région durant la troisième croisade suédoise. 
Les Russes reprirent les îles à l'issue de la Grande Guerre du Nord en 1721. À compter de cette date, le bourg suivit le destin de l'isthme de Carélie. 
La ville finlandaise appelée Koivisto fut cédée à l'Union soviétique en 1940 et renommée Primorsk.

## Économie
Primorsk est devenu au XXe siècle l'avant-port de la ville de Vyborg. C'est le plus grand des terminaux pétroliers de la mer Baltique. Le port s'est développé sous l'administration de Vladimir Poutine qui en a fait le terminus de l'oléoduc de la Baltique. 
Le port de Primorsk est entré en service en 2001 et son trafic a atteint 45 millions de tonnes en 2004 et 74,2 Mt en 2007. En 2010, le port de Primorsk est le 2e port russe, derrière celui de Novorossiisk, sur la mer Noire, avec un trafic de 77,64 Mt ; Primorsk est également le 46e port mondial.
Le port est situé à faible distance des îles Beriozovye qui constituent un sanctuaire pour les oiseaux de mer.

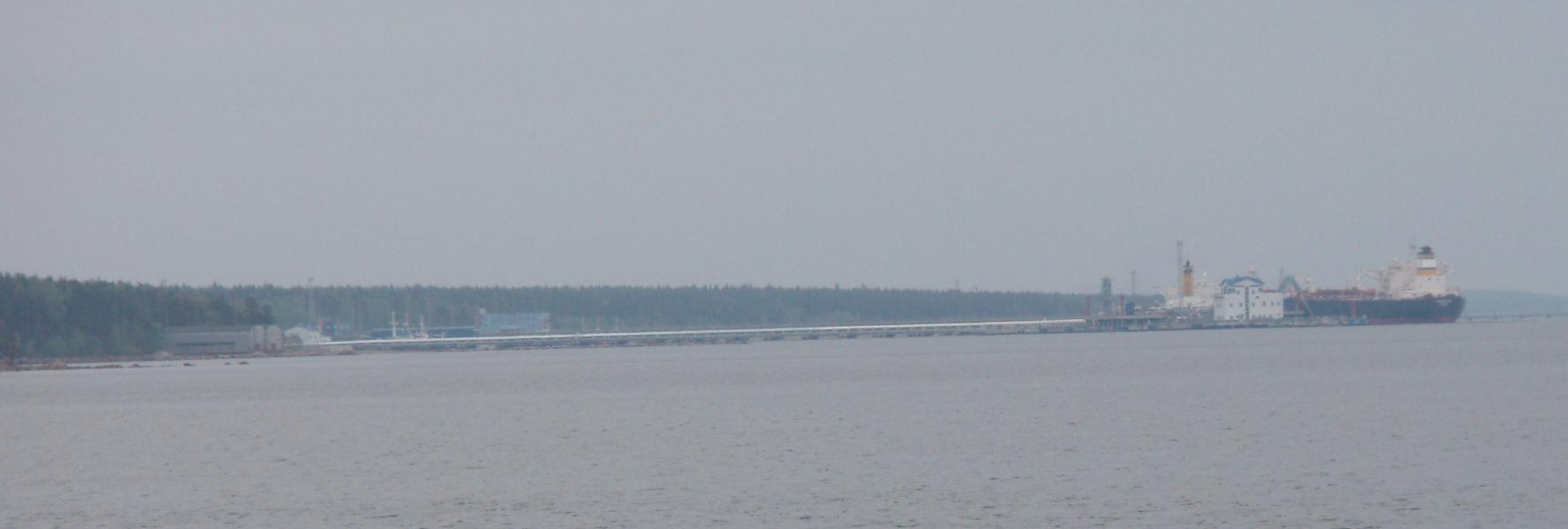
Terminal pétrolier de Primorsk.

## Population
Recensements (*) ou estimations de la population
| 1959* | 1970* | 1979* | 1989* |
| ----- | ----- | ----- | ----- |
| 3 897 | 5 521 | 6 258 | 6 637 |

| 2002* | 2010* | 2012  | 2013  |
| ----- | ----- | ----- | ----- |
| 5 332 | 6 119 | 6 009 | 5 892 |

| 2015  | 2017  | 2019  | 2021  |
| ----- | ----- | ----- | ----- |
| 5 791 | 5 739 | 5 623 | 5 405 |

## Subdivisions administratives
- Hatjalahti - Aleksandrovka (village)
- Baltijskoje (Niemenkylä)
- Humaljoki - Jermilovo
- Mellola - Kamyševka (village))
- Penttilä - Karasevka
- Akkala - Krasnaja Dolina
- Kuujärvi - Krasnoflotskoje
- Karjalainen - Lužki
- Kolkkala - Malyševo
- Pihkala - Mamontovka
- Pinnoniemi - Mysovoje
- Seivästö - Ozerki
- Kuolemajärvi - Pionerskoje
- Pentikkälä - Rjabovo
- Kultila - Tarasovskoje (village)
- Juvanruukki - Zaretše
- Zerkalnyi

## Personnalités
- Eino Kirjonen,  sauteur à ski olympique
- Voitto Soini, joueur professionnel de hockey sur glace

## Galerie

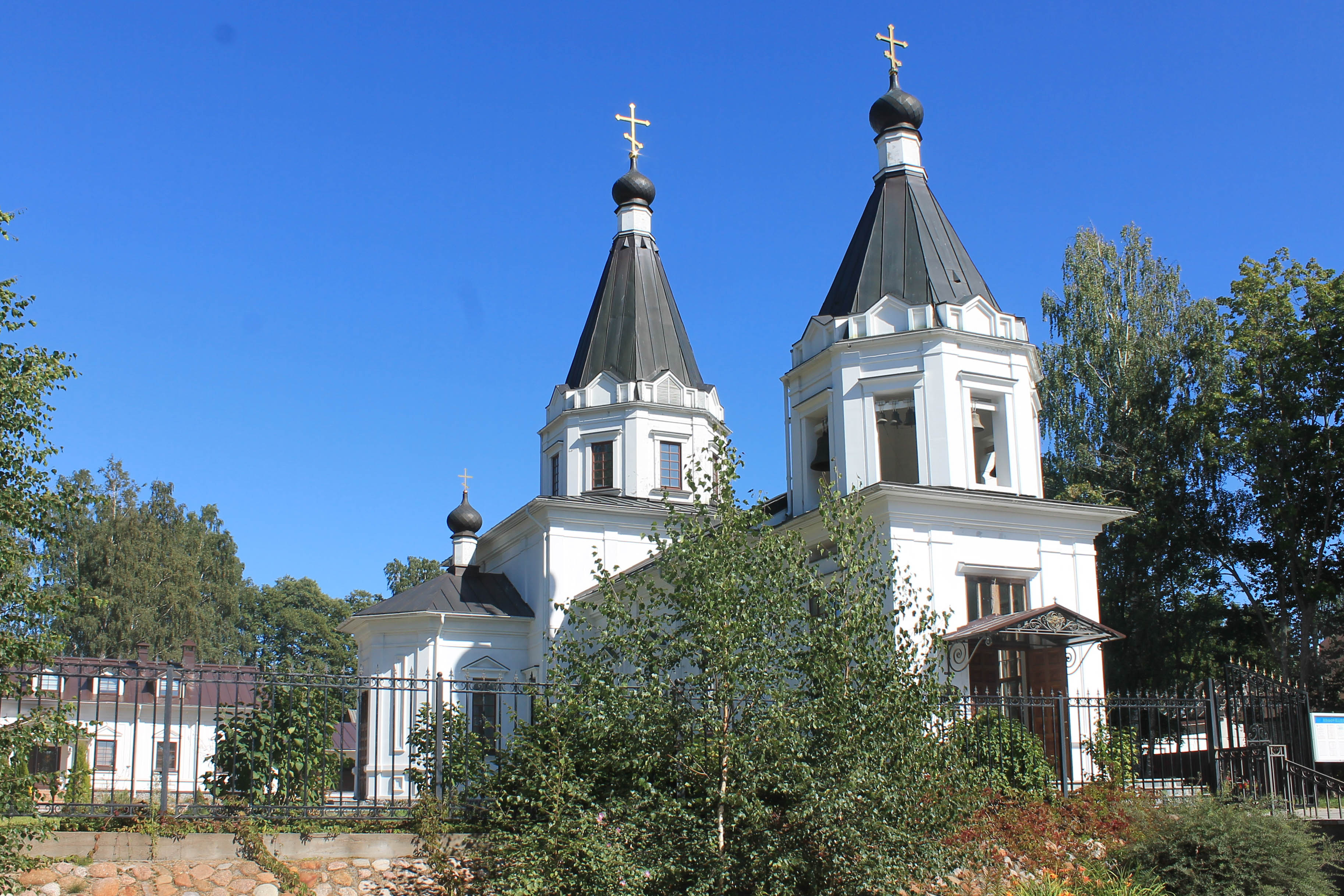
Eglise orthodoxe de Primorsk.
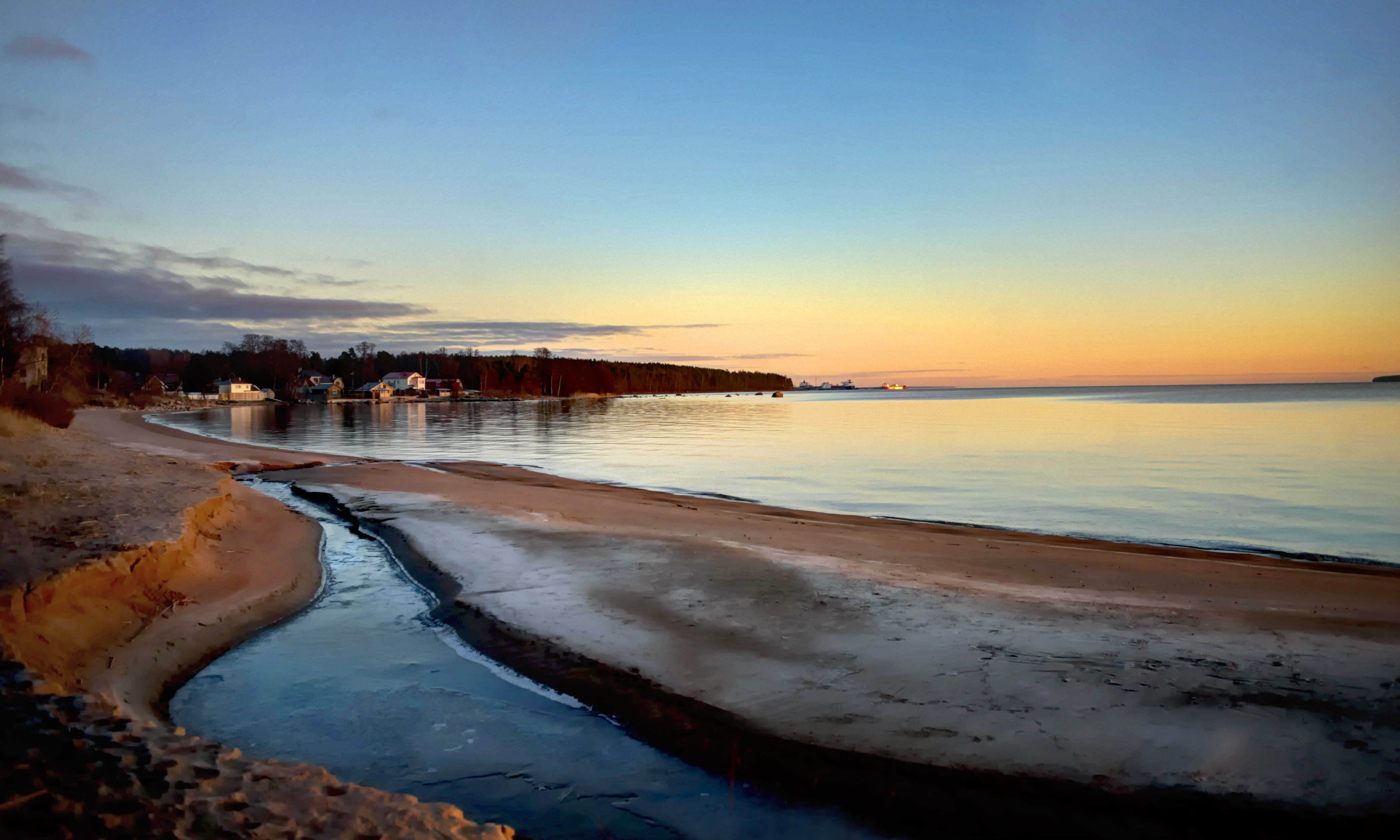
Rivages de Primorsk.
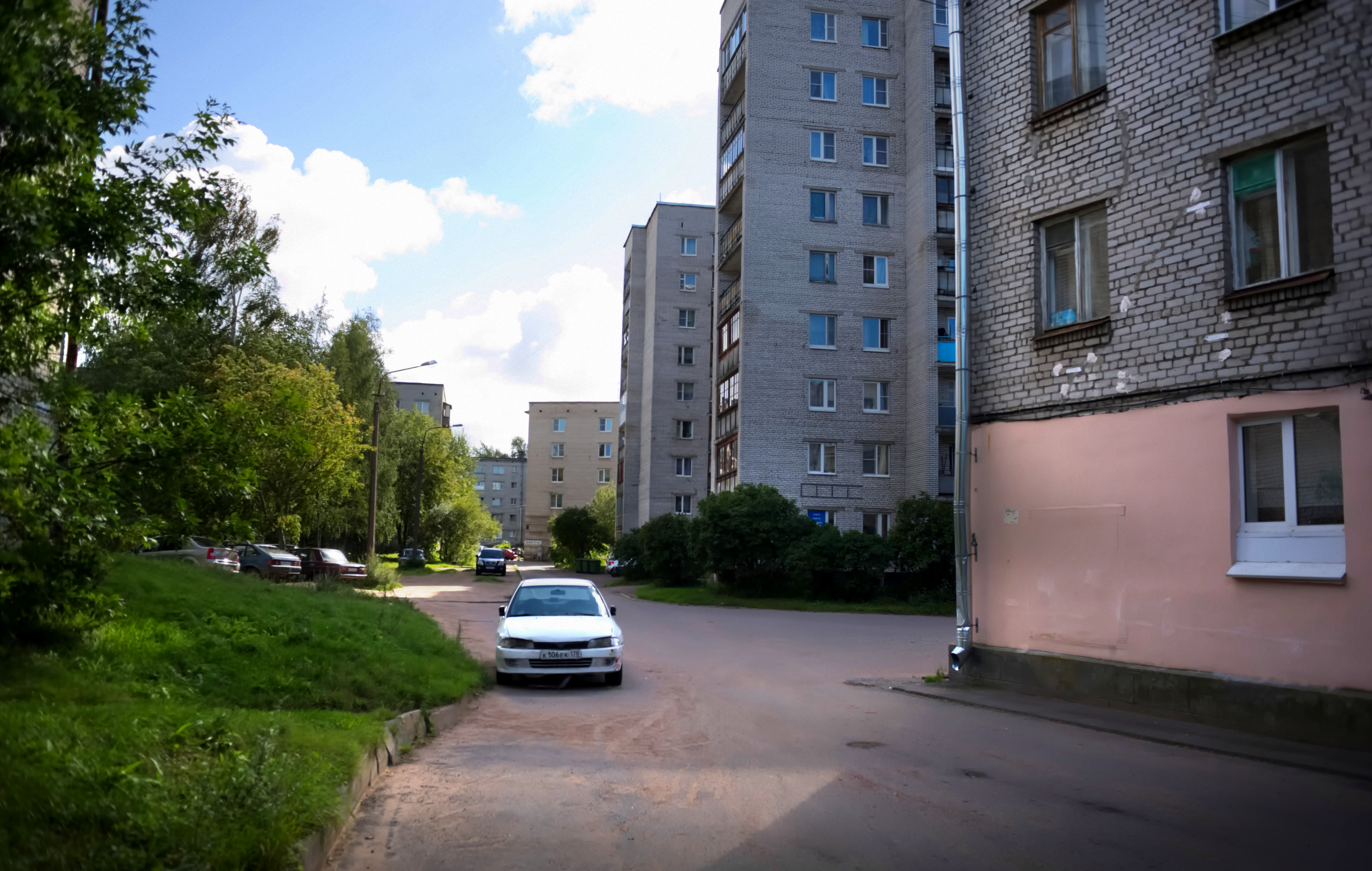
Centre de Primorsk  en  2016.
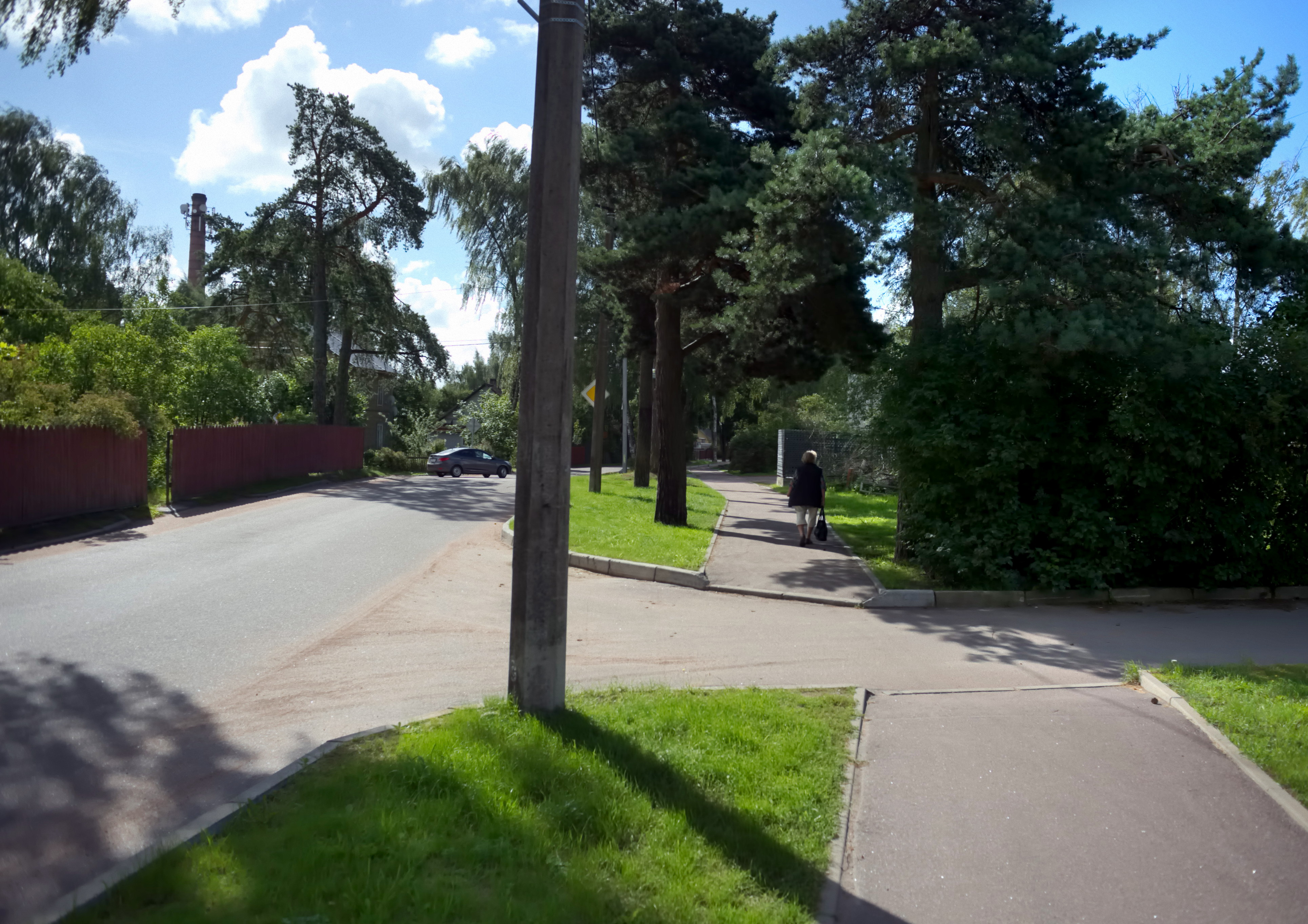
Centre de Primorsk  en  2016.
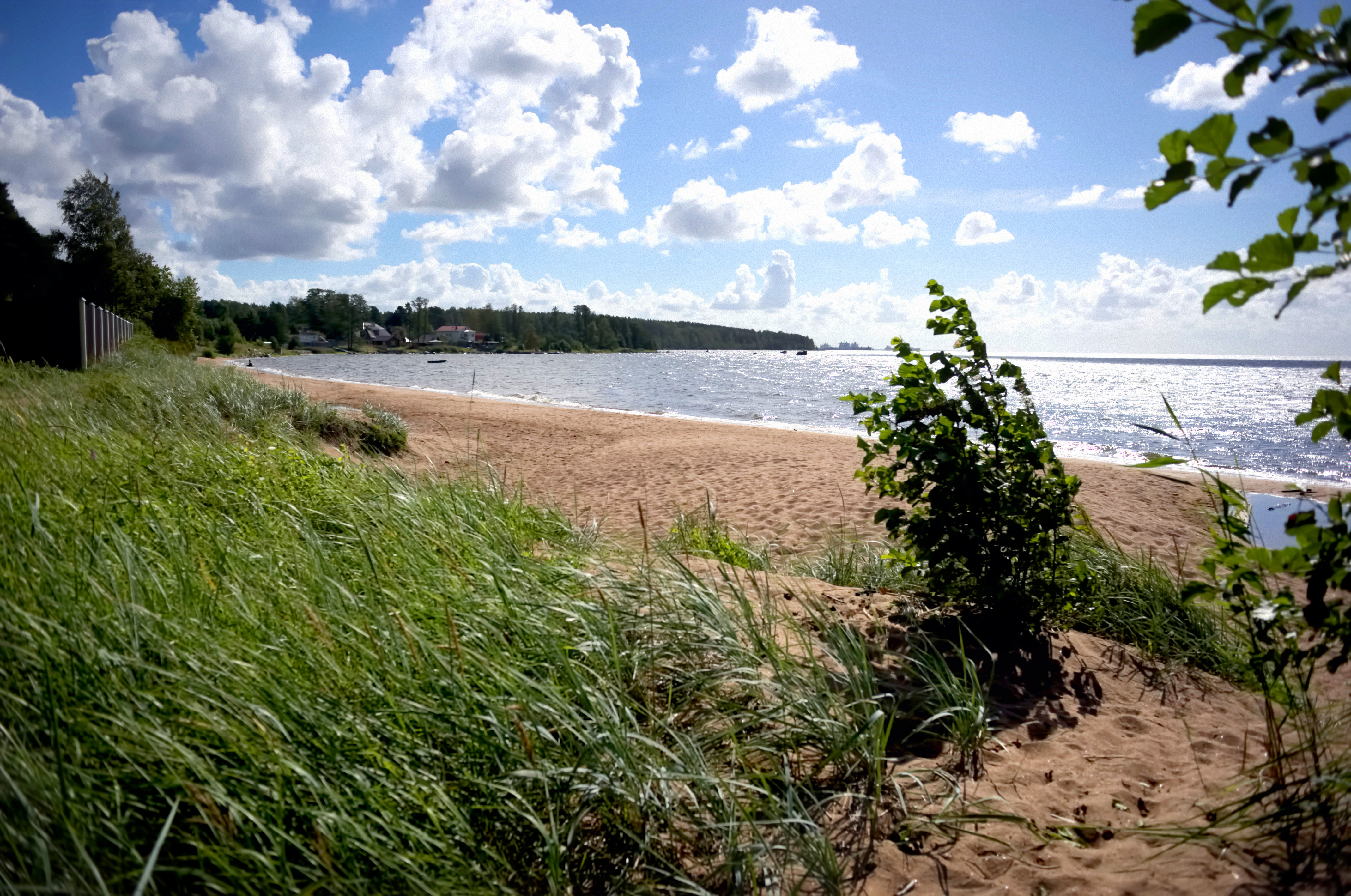
Rivages de Primorsk en 2016.
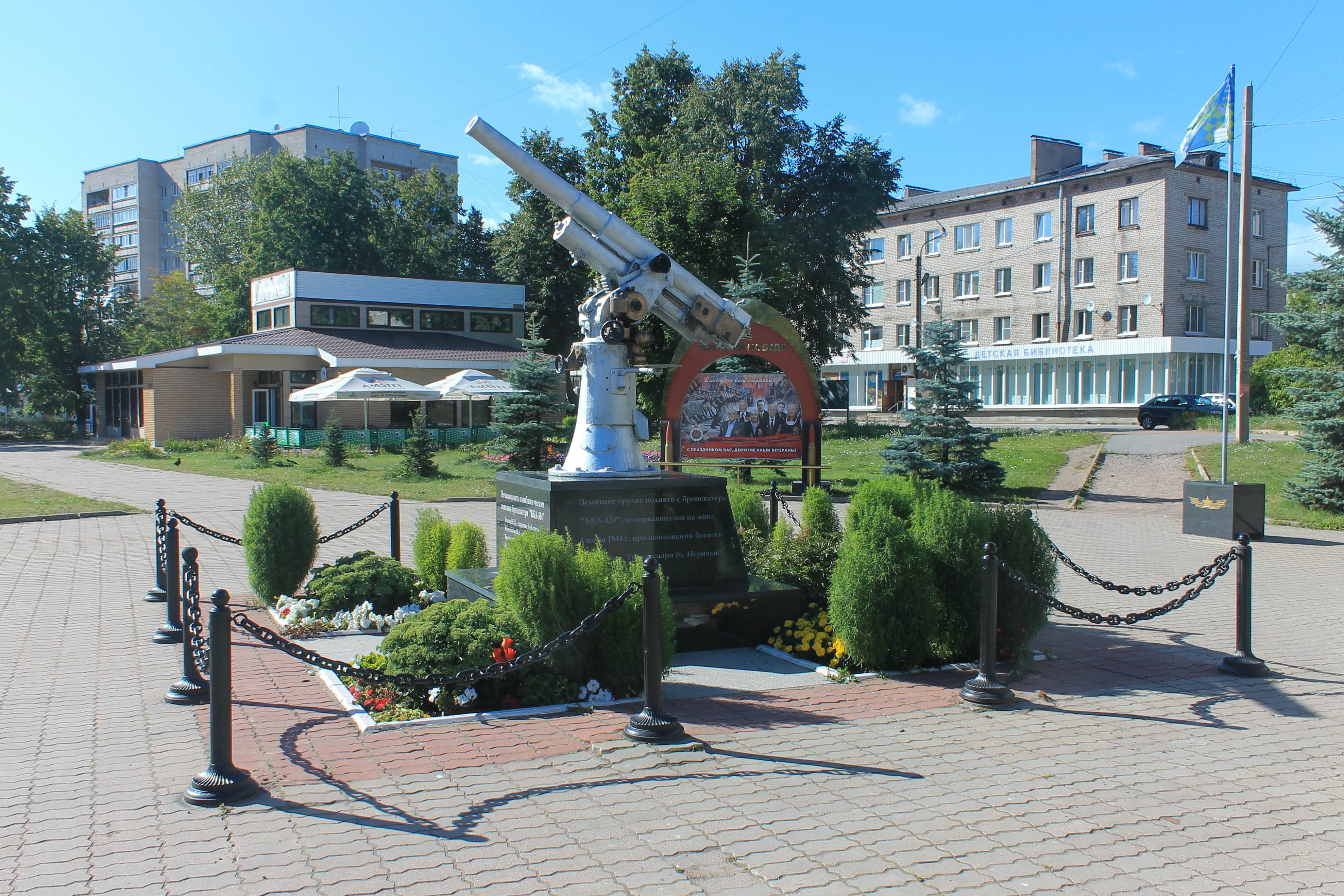
Centre de Primorsk  en  2020.
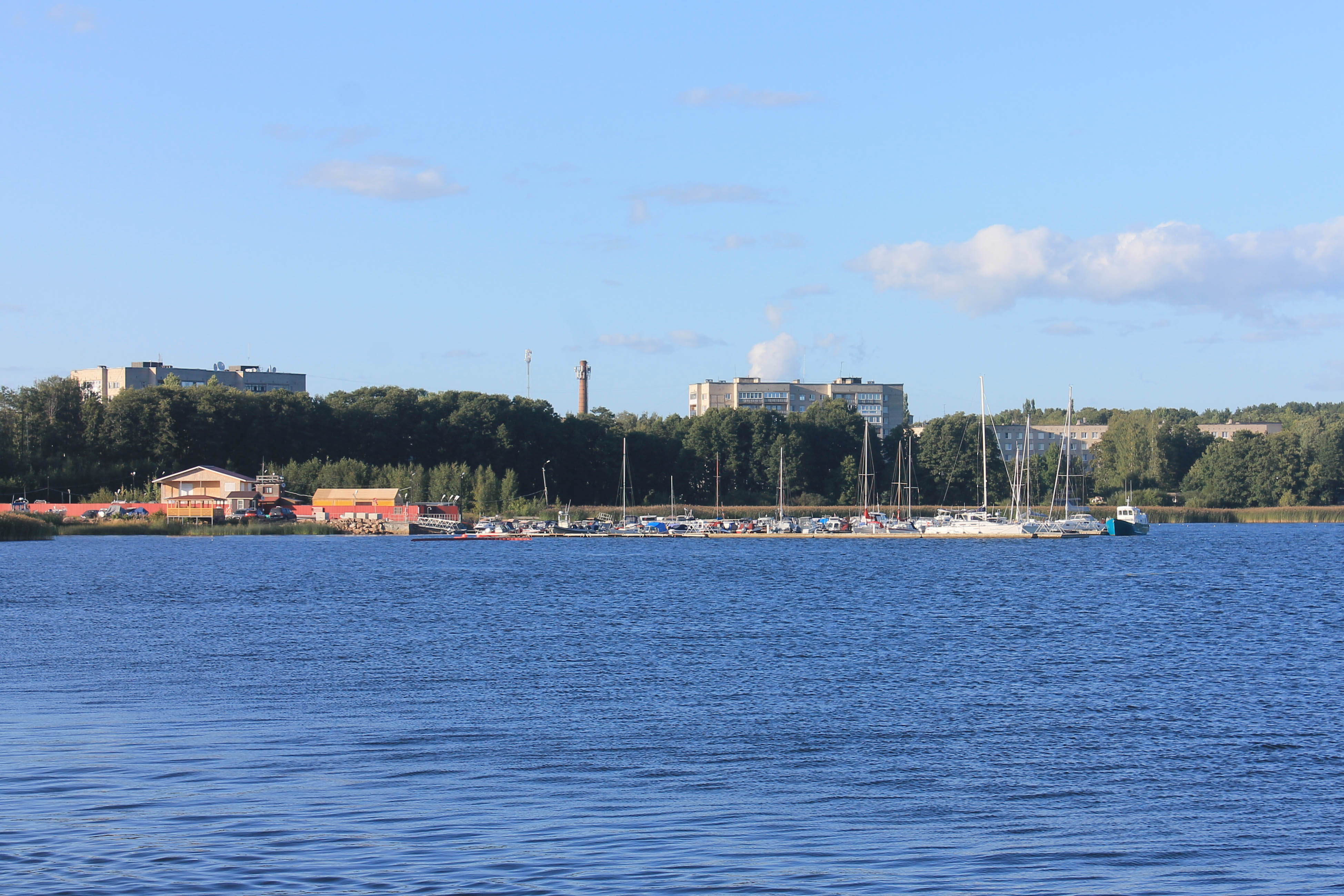
Primorsk en 2020.
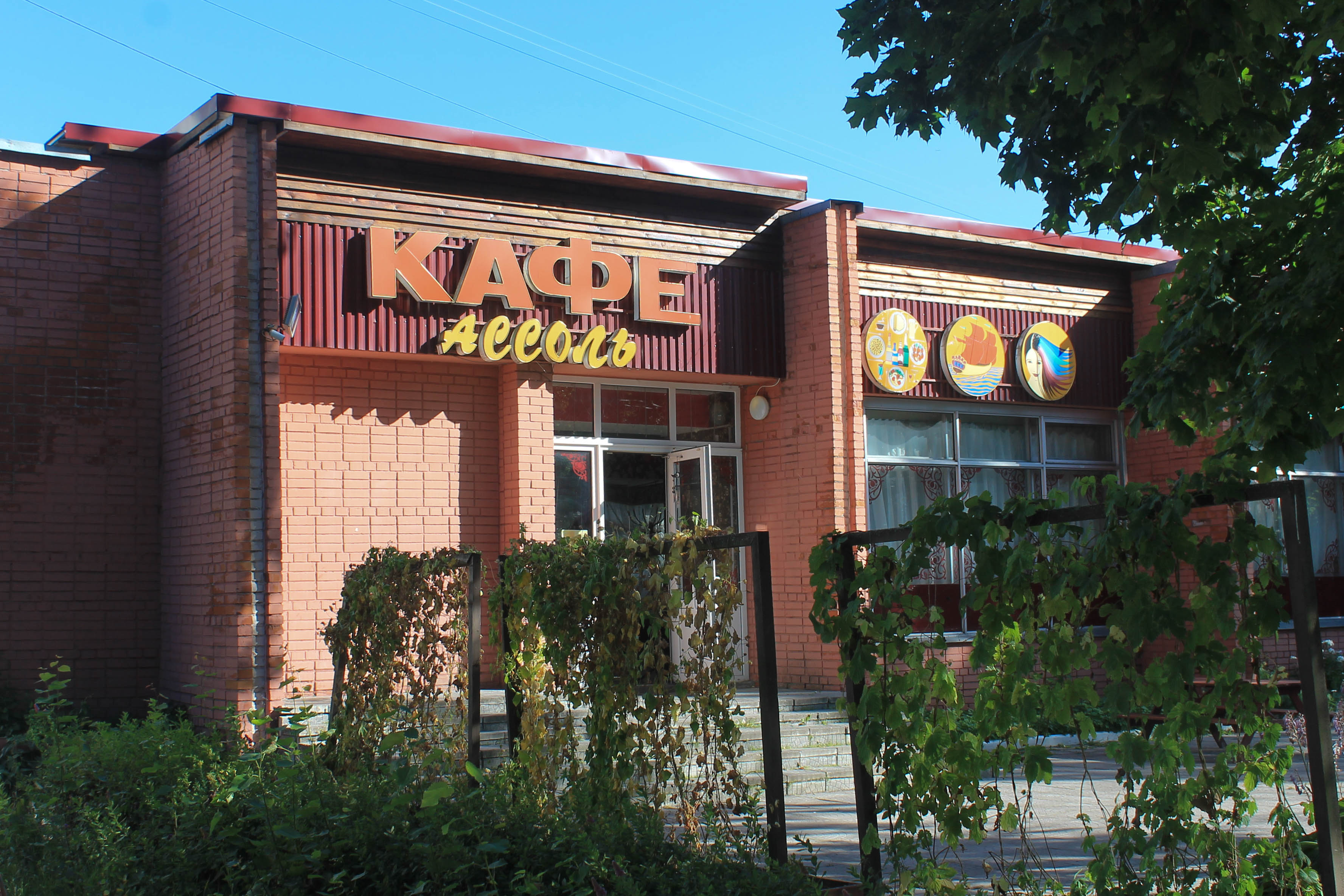
Café en 2020.